# آرثر اوزبورن
آرثر أوزبورن (1906 - 1970) كاتبًا إنجليزيًا في الروحانية والتصوف، وتلميذًا مؤثرًا وكاتبًا لسيرة رامانا ماهارشي.

## السيرة الشخصية
درس أوزبورن التاريخ لمدة عامين في كرايست تشيرش بأكسفورد، ترك الجامعة غير راضٍ عن الثقافة الأكاديمية. و في عام 1936 انطلق في مهمة روحية، والتي أوصلته في النهاية إلى رامانا ماهارشي في عام 1942.
عمل أوزبورن كمحرر مؤسس لمجلة Mountain Path، وهي مجلة نشرها Ramanasramam (الأشرم) التي أسسها أتباع رامانا ماهارشي.
توفي في 8 مايو 1970 في بنغالور، عن عمر يناهز 63 عامًا.

## أعماله
نشر أوزبورن العديد من الكتب عن رامانا ماهارشي، بما في ذلك (رامانا ماهارشي ومسار معرفة الذات) وهو أحد المنشورات الرئيسية عن رامانا ماهارشي. تشمل المنشورات الأخرى سيرة شيردي ساي بابا. بعد ثلاثين عامًا من وفاة أوزبورن، تم اكتشاف سيرته الذاتية بين أوراقه ونَشْرها باسم My Life and Quest.